# Liste chinesischer Komponisten klassischer Musik
- Chan Wing-wah (* 1954)
- Chen Gang (chinesisch 陈钢, Pinyin Chén Gāng, W.-G. Ch'en Kang) (* 1935)
- Chen Xiaoyong (* 1955)
- Chen Yi (chinesisch 陈怡) (* 1953)
- Chou Wen-chung (chinesisch 周文中, Pinyin Zhōu Wénzhōng) (* 1923)
- Cui Jian (chinesisch 崔健, Pinyin Cuī Jiàn) (* 1961)
- Ding Shan-de (chinesisch 丁善德, Pinyin Dīng Shàndé) (1911–1995)
- Du Yun (chinesisch 杜韵, Pinyin dù yùn) (* 1977)
- Guo Wenjing (chinesisch 郭文景, Pinyin Guō Wénjǐng) (* 1956)
- Hu Jianbing (* 1965)
- Hui Cheung-wai (* 1963)
- Jiang Wenye (chinesisch 江文也, Pinyin Jiāng Wén yě, W.-G. Chiang Wen yeh) (1910–1983)
- Ada Lai (* 1975)
- Liu Suola (chinesisch 刘索拉, Pinyin Liú Suǒlā) (* 1955)
- Ma Sitson (chinesisch 馬思聰 / 马思聪, Pinyin Mǎ Sicōng) (1912–1987)
- Pang Chun-ting (* 1983)
- Qu Xiaosong (chinesisch 瞿小松, Pinyin Qú Xiǎosōng) (* 1952)
- Bright Sheng (chinesisch 盛宗亮, Pinyin Shèng Zōngliàng) (* 1955)
- Cong Su (chinesisch 蘇聰, Pinyin Sū Cōng) (* 1957)
- Tan Dun (chinesisch 譚盾 / 谭盾, Pinyin Tán Dùn) (* 1957)
- Wang Li-san (chinesisch 汪立三, Pinyin Wāng Lì-sān, W.-G. Wang Li-san) (1933–2013)
- Wang Xi-lin (chinesisch 王西麟, Pinyin Wáng Xī-lín, W.-G. Wang Hsi-lin) (* 1936)
- Xian Xinghai (chinesisch 冼星海) (1905–1945)
- Ye Xiaogang (chinesisch 叶小钢) (* 1955)
- Stephen Yip (* 1971)
- Zhou Long (chinesisch 周龍 / 周龙, Pinyin Zhōu Lóng) (* 1953)